# Adam Ledwoń
Adam Ryszard Ledwoń (Olesno, 15 de janeiro de 1974 - Klagenfurt, 11 de junho de 2008) foi um futebolista polonês com passaporte alemão. Atuava como volante.
Em sua carreira, teve maior destaque no GKS Katowice, onde atuou em 182 jogos entre 1991 e 1998, marcando 5 gols. Defendeu também Bayer Leverkusen, Fortuna Köln, Austria Viena, Admira Wacker Mödling, Sturm Graz e Austria Kärnten, onde jogou até 2008, quando virou comentarista de TV.
Pela Seleção Polonesa de Futebol, atuou em 18 jogos entre 1993 e 1998, marcando 1 gol.

## Morte
Em 11 de junho de 2008, Ledwoń foi encontrado morto em sua casa, na cidade austríaca de Klagenfurt Seu corpo foi encontrado pelo amigo Patrick Wolf, que iria jantar na casa do ex-jogador. A Polícia confirmou que ele havia cometido suicídio por enforcamento. Ledwoń, que era casado, deixou 2 filhos (Kamil e Wojciech).